# Єфим’єво (Вачський район)
Єфим’єво (рос. Ефимьево) — присілок в Вачському районі Нижньогородської області Російської Федерації.
Населення становить 5 осіб. Входить до складу муніципального утворення Чулковська сільрада.

## Історія
Від 2009 року входить до складу муніципального утворення Чулковська сільрада.

## Населення
| 1859 | 1905 | 1926 | 1999 | 2002 | 2010 |
| ---- | ---- | ---- | ---- | ---- | ---- |
| 172  | ↘157 | ↘103 | ↘10  | ↗18  | ↘5   |